# Podu Petriș
Podu Petriș – wieś w Rumunii, w okręgu Vaslui, w gminie Ciocani. W 2011 roku liczyła 18 mieszkańców.